# A través del mar
A través del mar es una película española de 2023, dirigida por Marçal Forés y escrita por Ariana Godoy. La película es una secuela de A través de mi ventana (2022), inspirada en los personajes de la trilogía escrita por Godoy. Al igual que la primera entrega, está protagonizada por Clara Galle y Julio Peña Fernández. 
La cinta se estrenó en la plataforma de Netflix el 23 de junio de 2023.
Fue sucedida por la tercera y última entrega de la trilogía de A través de mi ventana, A través de tu mirada, estrenada en Netflix el 23 de febrero de 2024.

## Trama
Ares (Julio Peña Fernández) se ha ido a estudiar a Estocolmo, y él y Raquel (Clara Galle) están manteniendo una relación a distancia, lo que supone un mayor desafío de lo que ellos habían imaginado.
Cuando llega el verano y se reencuentran, el periodo de separación y las nuevas personas que han conocido en ese tiempo harán que lo que creían seguro empiece a tambalearse.

## Reparto
- Clara Galle como Raquel Mendoza
- Julio Peña Fernández como Ares Hidalgo
- Guillermo Lasheras como Yoshua "Yoshi" García
- Natalia Azahara como Daniela Fernández
- Hugo Arbués como Apolo Hidalgo
- Eric Masip como Artemis Hidalgo
- Andrea Chaparro como Vera Herrando
- Emilia Lazo - Claudia Martínez
- Iván Lapadula como Gregory Garrido
- Carla Tous como Anna Garrido
- Rachel Lascar como Sofía
- Abel Folk como Juan Hidalgo
- Lucy Chaparro como Camila
- Pilar Castro como Tere

## Producción
Tras el éxito que tuvo A través de mi ventana, Netflix confirmó el 15 de febrero de 2022 que la película se había renovado para una segunda y tercera entrega. El rodaje comenzó el 4 de abril de 2022 en Cataluña, España. Durante ese mismo mes se confirmó A través del mar como título oficial para la segunda parte. Entre los actores que regresa de la primera entrega se encuentran Clara Galle y Julio Peña Fernández repitiendo sus personajes junto a Hugo Arbués, Eric Masip, Natalia Azahara, Guillermo Lasheras y Emilia Lazo. Y se incluyen en el reparto nuevos actores como Andrea Chaparro, Iván Lapadula y Carla Tous.
A través del mar y A través de tu mirada fueron grabadas en conjunto entre abril y julio de 2022.